# Harry Hopman
Harry Hopman, celým jménem Henry Christian Hopman (12. srpna 1906 Glebe – 27. prosince 1985 Seminole) byl australský tenista a trenér.
Narodil se na sydneyském předměstí v učitelské rodině a vystudoval Parramatta High School, kde se věnoval tenisu, fotbalu a kriketu. Pracoval jako prodejce sportovních potřeb. Jako tenista vyhrál 34 turnajů, na Australian Open byl třikrát finalistou dvouhry (1930, 1931 a 1932), dvakrát vyhrál čtyřhru mužů (1929 a 1930, spolu s Jackem Crawfordem) a čtyřikrát smíšenou čtyřhru (1930, 1936, 1937 a 1939, pokaždé spolu se svojí manželkou Nell Hallovou-Hopmanovou). Vyhrál také mix na US Open v roce 1939, kde byla jeho partnerkou Alice Marbleová.
Psal o tenise do melbournských novin The Herald. Vedl daviscupový tým Austrálie ve dvaadvaceti sezónách a získal se svým týmem šestnáct titulů (v roce 1939 byl hrajícím kapitánem a v letech 1950, 1951, 1952, 1953, 1955, 1956, 1957, 1959, 1960, 1961, 1962, 1964, 1965, 1966 a 1967 nehrajícím kapitánem). Od roku 1969 působil v USA jako trenér v Port Washington Tennis Academy, k jeho svěřencům patřil např. John McEnroe.
V roce 1978 byl uveden do Mezinárodní tenisové síně slávy. Byl podle něj pojmenován turnaj reprezentačních smíšených týmů Hopmanův pohár, založený v roce 1989.